# خورشیدهراسی
خورشیدهراسی یا هلیوفوبیا (به انگلیسی: Heliophobia) ترس از خورشید، نور خورشید یا هر نور روشن است. این یک نوع هراس ویژه است.

## علائم و نشانه‌ها
علائم خورشیدهراسی بسته به فرد متفاوت است. افراد مبتلا به شکل خفیف آن ممکن است احساس ناراحتی، لرزش، حالت تهوع یا بی‌حسی داشته باشند. در موارد شدید، ممکن است دچار اضطراب یا حملات پَنیک شوند. سایر علائم شامل افزایش حساسیت حواس، عدم تمرکز، احساس گرفتگی، ضربان نامنظم قلب، تنگی نفس، تنفس سریع، خشکی دهان، تعریق، گرفتگی عضلانی و ناراحتی جسمی است که در واقع ناشی از آسیب بدنی نیست، بلکه تجلی فیزیکی وحشت و ترسی است که فرد مبتلا هنگام قرار گرفتن در معرض نور تجربه می‌کند. این درد جسمی ممکن است به شکل احساس خیالی سوختگی پوست در برابر نور مستقیم خورشید ظاهر شود، حتی اگر به‌طور ظاهری مشخص باشد که پوست فرد بیشتر از پوست سالم در اثر قرار گرفتن در معرض آفتاب نمی‌سوزد، اما بااین‌حال، فرد مبتلا همچنان درد واقعی را احساس می‌کند. بااین‌حال، تشخیص‌های افتراقی دیگر، مانند نقص ژنتیکی نادر پروتوپورفیری اریترپوئتیک که با احساس شدید سوزش در تمام نواحی در معرض نور همراه است، اما بدون علائم ظاهری فوری، باید رد شوند.

## علل
فوبیاها به‌عنوان نوعی اختلال اضطرابی طبقه‌بندی می‌شوند. معمولاً دلیل مشخصی برای شروع یک فوبیا وجود ندارد، اگرچه راچمن سه عامل احتمالی را توضیح داده است: شرطی‌سازی کلاسیک، کسب غیرمستقیم و کسب اطلاعاتی/آموزشی. گاهی اوقات، فوبیا در نتیجه تجربیات ناخوشایند مرتبط با شیء یا موقعیت ترسناک شکل می‌گیرد. در مورد خورشیدهراسی، این تجربیات ممکن است شامل آفتاب‌سوختگی شدید، میگرن‌های مزمن ناشی از نور یا تروماهای همراه با نور شدید خورشید باشد.
طبق دی‌اس‌ام-۵، خورشیدهراسی در دسته «هراس خاص» قرار می‌گیرد. مرکز سلامت بهداشت اقیانوس آرام پیشنهاد کرده است که برخی افراد به دلیل ترس فزاینده از سرطان پوست یا نابینایی از نور خورشید دوری می‌کنند. این مورد از نظر فنی خورشیدهراسی محسوب نمی‌شود، بلکه یک واکنش غیرمنطقی و بی‌اساس است. ترس شدید از آسیب دیدن در اثر نور خورشید یا نورهای شدید نیز می‌تواند منجر به خورشیدهراسی شود. این نوع خورشیدهراسی ممکن است باعث ترس از حضور در مکان‌های عمومی یا ترس از افراد به‌طور کلی شود. دلیل این موضوع آن است که ترس شدید از نور روشن می‌تواند محدودیت‌های شدیدی برای فرد مبتلا ایجاد کند، به‌طوری که نتواند به مکان‌های خاصی برود یا در طول روز، که اکثر مردم فعال هستند، از خانه خارج شود.
برخی بیماری‌های دیگر نیز می‌توانند منجر به هلیوفوبیا شوند، از جمله: قوز قرنیه (یک اختلال چشمی که باعث حساسیت شدید به نور خورشید و نورهای روشن می‌شود)، میگرن که می‌تواند با قرار گرفتن در معرض نورهای شدید تحریک شود، و پورفیریا کوتانه تاردا، بیماری‌ای که باعث حساسیت بیش‌ازحد پوست به نور خورشید شده و می‌تواند تا حد ایجاد تاول پیش برود. اگر فرد مبتلا درد و ناراحتی ناشی از نور شدید را تجربه کند و آن را با آسیب و خطر مرتبط بداند، ممکن است به خورشیدهراسی دچار شود.

## اثرات
افراد مبتلا ممکن است هنگام بیرون رفتن در طول روز، لباس‌های بلند و محافظتی بپوشند یا چتر آفتابی همراه داشته باشند. در موارد شدیدتر، ممکن است اصلاً در ساعات آفتابی از خانه خارج نشوند. ازآنجاکه این افراد بیشتر از دیگران در فضای بسته می‌مانند، در معرض خطر بیشتری برای کمبود ویتامین دی قرار دارند. علاوه بر این، ممکن است دچار افسردگی شوند که ناشی از ترکیبی از کمبود ویتامین دی، گوشه‌نشینی، احساس بیگانگی از دیگران و قرار گرفتن در محیطی تاریک برای مدت طولانی است. بااین‌حال، کمبود ویتامین دی را می‌توان با مصرف مکمل‌های ویتامین دی یا غذاهای غنی‌شده با این ویتامین جبران کرد.

## درمان
خورشیدهراسی را می‌توان با روش‌هایی مانند گفتاردرمانی، مواجهه‌درمانی، تکنیک‌های خودیاری، گروه‌های حمایتی، رفتاردرمانی شناختی و تکنیک‌های آرام‌سازی درمان کرد. برای افرادی که به‌شدت از نور خورشید هراس دارند، مدیتیشن ضداضطراب به‌عنوان یک روش درمانی توصیه می‌شود.